# 10001 Palermo
10001 Palermo è un asteroide della fascia principale.
È stato scoperto l'8 ottobre 1969 da Lyudmila Ivanovna Chernykh, presenta un'orbita caratterizzata da un semiasse maggiore pari a 2,3767595 UA e da un'eccentricità di 0,1344057, inclinata di 7,42561° rispetto all'eclittica. Ha un periodo orbitale di 3,67 anni

Appartiene alla Famiglia di asteroidi Vesta e ha un diametro medio di 6 km, anche se probabilmente ha forma irregolare.
Il suo nome è stato scelto in onore della città di Palermo in occasione del bicentenario della scoperta del primo asteroide, 1 Ceres, ad opera dell'astronomo italiano Giuseppe Piazzi avvenuta all'Osservatorio di Palermo.